# Myjava
Myjava (em alemão: Miawa; húngaro: Miava) é uma cidade da Eslováquia, situada no distrito de Myjava, na região de Trenčín. Tem 48,54 km² de área e sua população em 2018 foi estimada em 11.591 habitantes.

## Demografia
| Ano:        | 1994   | 2004   | 2014   | 2024    |
| ----------- | ------ | ------ | ------ | ------- |
| Broj ljudi: | 13 244 | 12 884 | 12 042 | 10 453  |
| Razlika:    |        | -2,71% | -6,53% | -13,19% |

| Ano:               | 2023   | 2024   |
| ------------------ | ------ | ------ |
| Número de pessoas: | 10 547 | 10 453 |
| Diferença:         |        | -0,89% |